# Gherardo Orlandi
Gherardo Orlandi (fl. XIV secolo) è stato un vescovo cattolico italiano.
Appartenente alla famiglia consolare pisana degli Orlandi. Di fede ghibellina.

## Biografia
Nel 1322, fu nominato vescovo di Aleria, carica che mantenne fino al 14 marzo 1330.
Nel 1328, si registra la sua presenza alla prima incoronazione imperiale avvenuta in Campidoglio a Roma, al seguito del suo alleato Castruccio Castracani, duca di Lucca. Nello stesso periodo è designato da Ludovico il Bavaro come amministratore regio dell'arcidiocesi di Pisa. Dopo tale concessione e la successiva fuga di Simone Saltarelli, Gherardo diventò de facto arcivescovo dell'omonima città.
Dal 1328 all'aprile del 1329, tra i documenti ritrovati, Gherardo si firmava con svariati titoli: da semplice vescovo di Aleria (titolo che effettivamente appartenne a lui dal 1322 al 1330) al più elaborato arcivescovo di Pisa,  primate  e  legato  apostolico  in Sardegna (titolo di cui non poteva fregiarsi ufficialmente); difatti l'antipapa Niccolò V nominò nel 1329 come arcivescovo pisano non Gherardo bensì Giovanni Lanfranchi che tuttavia ricoprì un ruolo marginale. Inoltre, l'antipapa non condannò mai la condotta di Gherardo né prese provvedimenti a favore di Giovanni, rimanendo pressoché neutrale.
Nel 1330, papa Giovanni XXII lo privò della diocesi di Aleria assegnandola a Galgano Bocca di Bue.
Nel gennaio del 1332, con l'appoggio di Lucca e di Parma, Gherardo tentò d'impadronirsi della città di Pisa, ma venne respinto, a causa dell'intervento fiorentino in soccorso a Fazio della Gherardesca.